# 根本流風
根本流風（1998年2月10日—）是日本的女性聲優，神奈川縣出身，血型A型，事務所為MILLENNIUM PRO。

## 經歷
2013年，在聲優甄選節目《Spartan MX》中合格，並與其他合格者組成「Candy Voice」。
2014年，Candy Voice發行DVD正式出道。
2015年，在跨媒體企劃《VENUS PROJECT》中首次飾演主要角色。此外，也以偶像管弦樂團「RY's」的一員（RUKA）進行活動。

## 演出作品
粗體字為主要角色。

### 電視動畫
2014年
- 名偵探柯南（女性）

2015年
- 室內鞋Cook（日语：うわばきクック）（蝴蝶1）
- （城鎮居民C、小孩）
- VENUS PROJECT -CLIMAX-（香島夕[5]、小孩B）

2016年
- 虹色時光（工作人員、女朋友）
- 三者三葉（貓咪咖啡廳店員A）
- 不愉快的妖怪庵（女子、女學生、妖怪、妖怪C）
- 美少女遊戲組合 Crane Game Girls Galaxy（日语：美少女遊戯ユニット クレーンゲール）（鶴子、Francisco大友）
- 謎解音（登照宮）

2017年
- 動物朋友（皇帝企鵝[6]、㺢㹢狓）
- KAITO×ANSA（登女老闆、登經紀人、登照宮）

### OVA
2016年
- 虹色時光（女子）

### 遊戲
2015年
- VENUS PROJECT（香島夕[5]）
- VENUS PROJECT DREAMBEAT（香島夕）

### 廣播節目
- 課題解決型聲優育成綜藝節目Spartan OBC（日语：スパルタンMX）（2014年，大阪電台）
- VENUS PROJECT電台（2015年，大阪電台、HiBiKi Radio Station（日语：HiBiKi Radio Station）[7]）

### 綜藝節目
- Spartan MX（日语：スパルタンMX） 固定演出（2013年－2014年，TOKYO MX、niconico動畫「Spartan MX頻道」）
- 固定演出（2014年，TOKYO MX、KBS京都、BS 11）
- 單次演出（2014年，TOKYO MX）
- 固定演出（2014年－，YTV）
- 單次演出（2014年，TOKYO MX等）
- VENUS PROJECT TV 固定演出（2015年，TOKYO MX）
- （2015年－2016年，TOKYO MX）

## 外部連結
- 事務所官方簡介 （页面存档备份，存于）（日語）
- 根本流風的X（前Twitter）（日語）
- RY's官方網站 （页面存档备份，存于）（日語）